# گربنهاین
گربنهاین (به آلمانی: Grebenhain) یک شهر در آلمان است که در فگلسبرگکرایس واقع شده‌است. گربنهاین ۵٬۱۷۱ نفر جمعیت دارد.